# Rohtak
Rohtak (en hindi : रोहतक ) est une Corporation municipale et le centre administratif du District de Rohtak, dans l'état de Haryana en Inde.

## Géographie
Elle est située à une altitude de 223 m et à 241 km de Chandigarh la capitale de l'état.

## Démographie
Selon un calcul réalisé en 2013 elle a une population de 365558 habitants.

## Université
La ville accueille le Visual Arts Institutional Campus, conçu par Raj Rewal, un campus voué à l'enseignement de l'architecture, de la mode, du cinéma, de la télévision et des arts. Outre les bâtiments destinés à chacune des matières académiques, le campus construite sur près de 9 hectares abrite une zone commune accessible aux visiteurs, dotée d'un grand auditorium, d'une bibliothèque, d'une salle de conférence et d'hôtels.